# 卡兰加斯县
卡蘭加斯县（西班牙語：Provincia de Carangas），是玻利維亞的县份，位於該國西部，屬於奧魯羅省的一部分，县府設於科爾克，面積4,309平方公里，2001年人口10,505，人口密度每平方公里2.4人。